# Бутузова, Людмила
Людмила Бутузова (род. 28 февраля 1957 года) — советская легкоатлетка.

## Карьера
Воспитанница карагандинской специализированной детско-юношеской спортивной школы олимпийского резерва по легкой атлетике. Тренер Орлов Вячеслав Викторович. Специализировалась в прыжках в высоту.
Чемпионка СССР.
Серебряный призёр летней Спартакиады народов СССР 1983 года.
Серебряный призёр «Дружба-84», причём все три призёра показали одинаковый результат — 1,96.
Мастер спорта СССР международного класса.
Личный рекорд (198 см), установленный в 1984 году, являлся рекордом Узбекистана и Казахстана.